# 宮沢隆仁
宮沢 隆仁（みやざわ たかひと、1955年2月10日 - ）は、日本の政治家、医師。元衆議院議員（1期）。

## 経歴
長野県長野市生まれ。市内の小中学校、海城高等学校を経て、1979年、順天堂大学医学部卒業。医師免許取得。
1979年、順天堂大学脳神経外科学講座入局。1985年、脳神経外科専門医資格取得。1989〜1991年、西ドイツケルン市のマックスプランク神経病研究所で研究員を務める。1991年、医学博士の学位取得。1993年、防衛医科大学校病院脳神経外科助手。1994年、同講師。2009年、さいたまセントラルクリニック院長。2010年、埼玉脳神経外科病院医師。
2012年、第46回衆議院議員総選挙で長野1区に日本維新の会公認で立候補。民主党の篠原孝、自由民主党の小松裕に敗れるが、比例北陸信越ブロックで復活し初当選した（小松も復活当選）。2013年、グロービス経営大学院大学修了。
2014年、日本維新の会の分党にともない、次世代の党結党に参加。党副幹事長、国際局長に就任した。また党長野県支部連合会と第一支部の設立を届け出、いずれも代表者となった。併せて、同月10日投開票予定の2014年長野県知事選挙に現職の阿部守一を推薦することを発表した。この選挙では旧日本維新の会が阿部の推薦を決めていたが、分党により組織が解消したことで推薦届けが無効となっていた。一方、百瀬智之が代表に就任した新日本維新の会長野県総支部も阿部を県本部として推薦することを決定したことを発表した。
同年の第47回衆議院議員総選挙で長野1区から次世代の党公認で立候補するも、最下位で落選。選挙後の12月21日に政治活動の休止と事務所の閉鎖を表明した。2015年4月、明治大学ガバナンス研究科に入学（2016年3月に休学、9月に中退）。同年12月21日に、所属する次世代の党が「日本のこころを大切にする党」に党名を変更したが、宮沢は同日離党届を提出した。
2017年10月、任期満了に伴う長野市長選挙に出馬を検討していることが報じられたが立候補せず、同月の第48回衆議院議員総選挙で希望の党から比例北陸信越ブロックに立候補。単独候補11位で名簿に登載されるも、落選。選挙後、「今後私自身が政治的活動をすることは無いと思います」とコメントし、政界からの引退を表明した。

## 政策
- 憲法9条の改正に賛成[11][12]。
- 集団的自衛権の行使に賛成[11][12]。
- 「道徳」を小中学校の授業で教える事に賛成[11]。
- カジノの解禁に賛成[11]。
- 原発は日本に必要としており[11]、原子力規制委員会の新基準を満たした原発は再開すべきとしている[12]。
- 首相の靖国神社参拝を問題ないとしている[11]。
- 「村山談話」及び「河野談話」を見直すべきとしている[11]。
- 特定秘密保護法を必要としている[11]。
- 負担増が耐えられないため、年金の給付水準が下がるのはやむをえないとしている[11]。
- ヘイトスピーチを法律で規制することに賛成[11]。
- 日本の核武装について今後の国際情勢によっては検討すべきとしている[12]。
- 女性宮家の創設に賛成[12]。
- 選択的夫婦別姓制度導入にどちらかといえば賛成[13]。
- 日本のTPP参加に賛成[12]。